# Lijst van voetbalclubs - E
Dit is een lijst van voetbalclubs met als beginletter een E.
- East Riffa Club
- Eastern Suburbs AFC
- Ebbsfleet United
- Erchim
- East Fife
- Eastleigh FC
- FC Echallens
- EHS '85
- Eibar
- Eindhoven
- Eintracht Braunschweig
- Eintracht Duisburg 1848
- Eintracht Frankfurt
- Eintracht Norderstedt
- Eintracht Nordhorn
- Eintracht Trier 05
- Eintracht Wetzlar
- FK Ekranas
- Elche
- Eldense
- Elman FC
- Emirates Club
- Emmen
- FC Emmenbrücke
- Empoli
- EMS
- En Avant Estuaire FC
- FC Encamp
- UE Engordany
- Energie Cottbus
- Entité Manageoise
- KFC Eppegem
- Erfurt
- Ergotelis FC
- Esbjerg
- USV Eschen/Mauren
- Eskişehirspor
- Espanyol
- SV Estrella
- Étoile Carouge FC
- Etoile-Sporting La Chaux-de-Fonds
- Etzella Ettelbruck
- KAS Eupen
- Europa FC
- Everton FC
- Evita
- Excelsior (Rotterdam)
- AS Excelsior
- Exeter City
- Express FC
- UE Extremenya

A · B · C · D · E · F · G · H · I · J · K · L · M · N · O · P · Q · R · S · T · U · V · W · X · Y · Z